# Ralph Boschung
Ralph Boschung (ur. 23 września 1997 w Monthey) – szwajcarski kierowca wyścigowy. W 2022 roku kierowca Formuły 2 w zespole Campos Racing.

## Życiorys

### Formuła BMW
Boschung rozpoczął karierę w jednomiejscowych samochodach wyścigowych w 2012 roku od startów w Formule BMW Talent Cup. Z dorobkiem 37 punktów został sklasyfikowany na piątej pozycji w końcowej klasyfikacji kierowców.

### ADAC Formel Masters
W sezonie 2013 Szwajcar podpisał z ekipą Team KUG Motorsport na starty w ADAC Formel Masters. Sześciokrotnie stawał na podium, a w drugim wyścigu na Slovakiaringu był najlepszy. Uzbierane 143 punkty dały mu siódme miejsce w klasyfikacji generalnej. Rok później w ciągu 24 wyścigów, w których wystartował, ośmiokrotnie stawał na podium. Uzbierał łącznie 160 punktów, które dały mu siódmą pozycję w klasyfikacji końcowej.

### Seria GP3
W roku 2015 Szwajcar trafił do serii GP3, w której reprezentował zespół Jenzer Motorsport. Zważywszy na duży przeskok jego wyniki były nadspodziewanie dobre. W ciągu osiemnastu wyścigów dziesięciokrotnie sięgał po punkty, a podczas sprintu na brytyjskim torze Silverstone stanął na najniższym stopniu podium. W klasyfikacji generalnej zajął 11. miejsce.

## Wyniki

### Podsumowanie
| Sezon | Seria                  | Zespół              | Wyścigi | P1 | PP | NO | Podia | Punkty | Pozycja |
| ----- | ---------------------- | ------------------- | ------- | -- | -- | -- | ----- | ------ | ------- |
| 2012  | Formuła BMW Talent Cup |                     | 3       | 1  | 0  | 0  | 1     | 37     | 5       |
| 2013  | ADAC Formel Masters    | Team KUG Motorsport | 24      | 1  | 0  | 1  | 6     | 143    | 7       |
| 2014  | ADAC Formel Masters    | Lotus               | 24      | 0  | 0  | 1  | 8     | 160    | 7       |
| 2015  | Seria GP3              | Jenzer Motorsport   | 18      | 0  | 0  | 0  | 1     | 28     | 11      |
| 2016  | Seria GP3              | Koiranen GP         | 12      | 1  | 0  | 1  | 1     | 48     | 11      |
| 2017  | Formuła 2              | Campos Racing       | 20      | 0  | 0  | 0  | 0     | 11     | 19      |
| 2018  | Formuła 2              | MP Motorsport       | 20      | 0  | 0  | 0  | 0     | 17     | 18      |
| 2019  | Formuła 2              | Trident             | 14      | 0  | 0  | 0  | 0     | 3      | 19      |
| 2020  | Formuła 2              | Campos Racing       | 2       | 0  | 0  | 0  | 0     | 0      | 25      |
| 2021  | Formuła 2              | Campos Racing       | 23      | 0  | 0  | 1  | 2     | 59,5   | 10      |
| 2022  | Formuła 2              | Campos Racing       | 16      | 0  | 0  | 0  | 2     | 40     | 15      |
| 2023  | Formuła 2              | Campos Racing       | 4       | 1  | 0  | 0  | 2     | 37     | 16      |

### GP3
| Legenda oznaczeń w tabelach wyników Wyświetl szablon na nowej stronie | Legenda oznaczeń w tabelach wyników Wyświetl szablon na nowej stronie                                                                     |
| Oznaczenie                                                            | Wyjaśnienie |
| --------------------------------------------------------------------- | --- |
| Złoty                                                                 | Zwycięzca lub mistrzostwo |
| Srebrny                                                               | 2. miejsce lub wicemistrzostwo |
| Brązowy                                                               | 3. miejsce lub II wicemistrzostwo |
| Zielony                                                               | Ukończył, punktował (w klasyfikacji generalnej, gdy zdobył co najmniej jeden punkt na przestrzeni sezonu, poza trzema powyższymi opcjami) |
| Niebieski                                                             | Ukończył, nie punktował (w klasyfikacji generalnej, gdy nie zdobył co najmniej jednego punktu na przestrzeni sezonu)                      |
| Czerwony                                                              | Nie zakwalifikował się (NZ) |
| Czerwony                                                              | Nie prekwalifikował się (NPK) |
| Różowy                                                                | Nie ukończył (NU) |
| Różowy                                                                | Niesklasyfikowany (NS) (w klasyfikacji generalnej, gdy nie został sklasyfikowany w żadnym wyścigu sezonu)                                 |
| Czarny                                                                | Zdyskwalifikowany (DK) |
| Czarny                                                                | Wykluczony (WYK/EX) |
| Biały                                                                 | Nie wystartował (NW) |
| Biały                                                                 | Kontuzjowany (K/INJ) |
| Biały                                                                 | Wyścig odwołany (OD/C) |
| Bez koloru                                                            | Został wycofany (WYC/WD) |
| Bez koloru                                                            | Nie przybył (NP/DNA) |
| Bez koloru                                                            | Nie brał udziału w treningach (NT/DNP) |
| Bez koloru                                                            | Nie został zgłoszony (–) |
| Pogrubienie                                                           | Start z pole position |
| Kursywa                                                               | Najszybsze okrążenie wyścigu |
| †                                                                     | Nie ukończył, ale jego rezultat został zaliczony ze względu na przejechanie więcej niż 90% dystansu wyścigu.                              |
| *                                                                     | Sezon w trakcie |
| 1/2/3                                                                 | Punktowana pozycja w sprincie kwalifikacyjnym                                                                                             |
| Lista systemów punktacji Formuły 1                                    | |

| Rok  | Zespół            | Wyniki w poszczególnych eliminacjach | Wyniki w poszczególnych eliminacjach | Wyniki w poszczególnych eliminacjach | Wyniki w poszczególnych eliminacjach | Wyniki w poszczególnych eliminacjach | Wyniki w poszczególnych eliminacjach | Wyniki w poszczególnych eliminacjach | Wyniki w poszczególnych eliminacjach | Wyniki w poszczególnych eliminacjach | Wyniki w poszczególnych eliminacjach | Wyniki w poszczególnych eliminacjach | Wyniki w poszczególnych eliminacjach | Wyniki w poszczególnych eliminacjach | Wyniki w poszczególnych eliminacjach | Wyniki w poszczególnych eliminacjach | Wyniki w poszczególnych eliminacjach | Wyniki w poszczególnych eliminacjach | Wyniki w poszczególnych eliminacjach | Punkty | Pozycja |
| ---- | ----------------- | ------------------------------------ | ------------------------------------ | ------------------------------------ | ------------------------------------ | ------------------------------------ | ------------------------------------ | ------------------------------------ | ------------------------------------ | ------------------------------------ | ------------------------------------ | ------------------------------------ | ------------------------------------ | ------------------------------------ | ------------------------------------ | ------------------------------------ | ------------------------------------ | ------------------------------------ | ------------------------------------ | ------ | ------- |
| 2015 | Jenzer Motorsport | CAT                                  | CAT                                  | RBR                                  | RBR                                  | SIL                                  | SIL                                  | HUN                                  | HUN                                  | SPA                                  | SPA                                  | MNZ                                  | MNZ                                  | SOC                                  | SOC                                  | BHR                                  | BHR                                  | YAS                                  | YAS                                  | 28     | 11      |
| 2015 | Jenzer Motorsport | NU                                   | 14                                   | 8                                    | 8                                    | 8                                    | 3                                    | 13                                   | 8                                    | 9                                    | 8                                    | 9                                    | 7                                    | 11                                   | NW                                   | 10                                   | 9                                    | 12                                   | 11                                   | 28     | 11      |
| 2016 | Koiranen GP       | CAT                                  | CAT                                  | RBR                                  | RBR                                  | SIL                                  | SIL                                  | HUN                                  | HUN                                  | HOC                                  | HOC                                  | SPA                                  | SPA                                  | MNZ                                  | MNZ                                  | SEP                                  | SEP                                  | YAS                                  | YAS                                  | 48     | 11      |
| 2016 | Koiranen GP       | 10                                   | 10                                   | 4                                    | 1                                    | 6                                    | 12                                   | 5                                    | 22                                   | 15                                   | NU                                   | –                                    | –                                    | 18                                   | 9                                    | –                                    | –                                    | –                                    | –                                    | 48     | 11      |

### Formuła 2
| Rok  | Zespół        | Wyniki w poszczególnych eliminacjach | Wyniki w poszczególnych eliminacjach | Wyniki w poszczególnych eliminacjach | Wyniki w poszczególnych eliminacjach | Wyniki w poszczególnych eliminacjach | Wyniki w poszczególnych eliminacjach | Wyniki w poszczególnych eliminacjach | Wyniki w poszczególnych eliminacjach | Wyniki w poszczególnych eliminacjach | Wyniki w poszczególnych eliminacjach | Wyniki w poszczególnych eliminacjach | Wyniki w poszczególnych eliminacjach | Wyniki w poszczególnych eliminacjach | Wyniki w poszczególnych eliminacjach | Wyniki w poszczególnych eliminacjach | Wyniki w poszczególnych eliminacjach | Wyniki w poszczególnych eliminacjach | Wyniki w poszczególnych eliminacjach | Wyniki w poszczególnych eliminacjach | Wyniki w poszczególnych eliminacjach | Wyniki w poszczególnych eliminacjach | Wyniki w poszczególnych eliminacjach | Wyniki w poszczególnych eliminacjach | Wyniki w poszczególnych eliminacjach | Wyniki w poszczególnych eliminacjach | Wyniki w poszczególnych eliminacjach | Wyniki w poszczególnych eliminacjach | Wyniki w poszczególnych eliminacjach | Punkty | Pozycja |
| ---- | ------------- | ------------------------------------ | ------------------------------------ | ------------------------------------ | ------------------------------------ | ------------------------------------ | ------------------------------------ | ------------------------------------ | ------------------------------------ | ------------------------------------ | ------------------------------------ | ------------------------------------ | ------------------------------------ | ------------------------------------ | ------------------------------------ | ------------------------------------ | ------------------------------------ | ------------------------------------ | ------------------------------------ | ------------------------------------ | ------------------------------------ | ------------------------------------ | ------------------------------------ | ------------------------------------ | ------------------------------------ | ------------------------------------ | ------------------------------------ | ------------------------------------ | ------------------------------------ | ------ | ------- |
| 2017 | Campos Racing | BHR                                  | BHR                                  | CAT                                  | CAT                                  | MON                                  | MON                                  | BAK                                  | BAK                                  | RBR                                  | RBR                                  | SIL                                  | SIL                                  | HUN                                  | HUN                                  | SPA                                  | SPA                                  | MNZ                                  | MNZ                                  | JER                                  | JER                                  | YAS                                  | YAS                                  |                                      |                                      |                                      |                                      |                                      |                                      | 11     | 19      |
| 2017 | Campos Racing | 12                                   | NU                                   | 12                                   | 17                                   | 12                                   | NU                                   | 8                                    | 8                                    | 7                                    | NU                                   | 11                                   | NU                                   | 11                                   | 16                                   | 13                                   | 13                                   | 15                                   | 13                                   | NU                                   | 19†                                  | —                                    | —                                    |                                      |                                      |                                      |                                      |                                      |                                      | 11     | 19      |
| 2018 | MP Motorsport | BHR                                  | BHR                                  | BAK                                  | BAK                                  | CAT                                  | CAT                                  | MON                                  | MON                                  | LEC                                  | LEC                                  | RBR                                  | RBR                                  | SIL                                  | SIL                                  | HUN                                  | HUN                                  | SPA                                  | SPA                                  | MNZ                                  | MNZ                                  | SOC                                  | SOC                                  | YAS                                  | YAS                                  |                                      |                                      |                                      |                                      | 17     | 18      |
| 2018 | MP Motorsport | 10                                   | 7                                    | 7                                    | 8                                    | NU                                   | NU                                   | NU                                   | NU                                   | NU                                   | 16                                   | NU                                   | 15                                   | 9                                    | 8                                    | 18                                   | NU                                   | NU                                   | 12                                   | 8                                    | NU                                   | —                                    | —                                    | —                                    | —                                    |                                      |                                      |                                      |                                      | 17     | 18      |
| 2019 | Trident       | BHR                                  | BHR                                  | BAK                                  | BAK                                  | CAT                                  | CAT                                  | MON                                  | MON                                  | LEC                                  | LEC                                  | RBR                                  | RBR                                  | SIL                                  | SIL                                  | HUN                                  | HUN                                  | SPA                                  | SPA                                  | MNZ                                  | MNZ                                  | SOC                                  | SOC                                  | YAS                                  | YAS                                  |                                      |                                      |                                      |                                      | 3      | 19      |
| 2019 | Trident       | 11                                   | 14                                   | 12                                   | NU                                   | 10                                   | 10                                   | 9                                    | NU                                   | NU                                   | 15                                   | —                                    | —                                    | —                                    | —                                    | 18†                                  | 18                                   | OD                                   | OD                                   | —                                    | —                                    | 14                                   | 12                                   | —                                    | —                                    |                                      |                                      |                                      |                                      | 3      | 19      |
| 2020 | Campos Racing | RBR                                  | RBR                                  | RBR                                  | RBR                                  | HUN                                  | HUN                                  | SIL                                  | SIL                                  | SIL                                  | SIL                                  | CAT                                  | CAT                                  | SPA                                  | SPA                                  | MNZ                                  | MNZ                                  | MUG                                  | MUG                                  | SOC                                  | SOC                                  | BHR                                  | BHR                                  | BHR                                  | BHR                                  |                                      |                                      |                                      |                                      | 0      | 25      |
| 2020 | Campos Racing | —                                    | —                                    | —                                    | —                                    | —                                    | —                                    | —                                    | —                                    | —                                    | —                                    | —                                    | —                                    | —                                    | —                                    | —                                    | —                                    | —                                    | —                                    | —                                    | —                                    | —                                    | —                                    | 14                                   | NU                                   |                                      |                                      |                                      |                                      | 0      | 25      |
| 2021 | Campos Racing | BHR                                  | BHR                                  | BHR                                  | MON                                  | MON                                  | MON                                  | BAK                                  | BAK                                  | BAK                                  | SIL                                  | SIL                                  | SIL                                  | MNZ                                  | MNZ                                  | MNZ                                  | SOC                                  | SOC                                  | SOC                                  | JED                                  | JED                                  | JED                                  | YAS                                  | YAS                                  | YAS                                  |                                      |                                      |                                      |                                      | 59,5   | 10      |
| 2021 | Campos Racing | NU                                   | 17                                   | 15                                   | 4                                    | 5                                    | 6                                    | 6                                    | NU                                   | 5                                    | 14                                   | NU                                   | 14                                   | 14                                   | 9                                    | 14                                   | 6                                    | OD                                   | 19†                                  | 15                                   | 9                                    | 3‡                                   | 9                                    | 3                                    | 9                                    |                                      |                                      |                                      |                                      | 59,5   | 10      |
| 2022 | Campos Racing | BHR                                  | BHR                                  | JED                                  | JED                                  | IMO                                  | IMO                                  | CAT                                  | CAT                                  | MON                                  | MON                                  | BAK                                  | BAK                                  | SIL                                  | SIL                                  | RBR                                  | RBR                                  | LEC                                  | LEC                                  | HUN                                  | HUN                                  | SPA                                  | SPA                                  | ZAN                                  | ZAN                                  | MNZ                                  | MNZ                                  | YAS                                  | YAS                                  | 40     | 15      |
| 2022 | Campos Racing | 4                                    | 4                                    | 15                                   | 15                                   | NU                                   | 3                                    | WD                                   | WD                                   | WD                                   | WD                                   | 15†                                  | 9                                    | WD                                   | WD                                   | —                                    | —                                    | —                                    | —                                    | —                                    | —                                    | 3                                    | 14                                   | 17                                   | 17                                   | NU                                   | NU                                   | 17                                   | NU                                   | 40     | 15      |
| 2023 | Campos Racing | BHR                                  | BHR                                  | JED                                  | JED                                  | AUS                                  | AUS                                  | BAK                                  | BAK                                  | IMO                                  | IMO                                  | MON                                  | MON                                  | CAT                                  | CAT                                  | RBR                                  | RBR                                  | SIL                                  | SIL                                  | HUN                                  | HUN                                  | SPA                                  | SPA                                  | ZAN                                  | ZAN                                  | MNZ                                  | MNZ                                  | YAS                                  | YAS                                  | 33*    | 1*      |
| 2023 | Campos Racing | 1                                    | 2                                    | 4                                    | 19                                   |                                      |                                      |                                      |                                      |                                      |                                      |                                      |                                      |                                      |                                      |                                      |                                      |                                      |                                      |                                      |                                      |                                      |                                      |                                      |                                      |                                      |                                      |                                      |                                      | 33*    | 1*      |

‡ - Kierowcy otrzymali połowę punktów, gdyż przejechano mniej niż 75% dystansu wyścigu.